# Marilyn vos Savant
Marilyn vos Savant (pronuncia inglese [ˌvɒs səˈvɑːnt]; Saint Louis, 11 agosto 1946) è un'editorialista e saggista statunitense, la cui fama è legata al fatto di essere riconosciuta dal Guinness dei primati come una delle persone con il quoziente di intelligenza più alto di sempre.

## Biografia
Nasce a Saint Louis da Joseph Mach, un discendente dello scienziato Ernst Mach, e da Marina vos Savant, immigrati rispettivamente dalla Germania e dall'Italia. È membro del Mensa.
La misurazione del suo QI avvenne la prima volta nel 1956, quando all'età di 10 anni, grazie al test Stanford-Binet, le fu misurata un'età mentale di 22 anni e 8 mesi, e quindi un QI di 228. Successivamente Ronald K. Hoeflin collocò il QI a un valore leggermente minore, 218. Nella seconda metà degli anni '80 Hoeflin usò il Mega test, arrivando a calcolare un QI di 186 senza cambiare significativamente i risultati ottenuti, che nella nuova scala hanno comunque una rarità di 1 su 30 milioni.
In ogni caso si tratta di un valore molto alto, se confrontato al QI medio mondiale di 100. Vos Savant stessa si è dichiarata scettica sulle possibilità di misurare con esattezza il QI.
Sin dal 1986, sulla rivista Parade, scrive la rubrica domenicale Ask Marilyn, in cui risponde alle domande dei lettori su una varietà di argomenti e risolve enigmi logico-matematici. Tra questi, particolare risonanza ebbe la sua spiegazione del Problema di Monty Hall. È stata nominata da Toastmasters International tra i cinque migliori oratori del 1999 (Five Outstanding Speakers of 1999), e nel 2003 ha ricevuto il dottorato onorario in lettere dal College of New Jersey.